# Biblioteca Los Palos Grandes
Biblioteca Los Palos Grandes és una biblioteca pública municipal a Chacao (Miranda, Veneçuela) i gestionada per Cultura Chacao. Es va fundar el 2011. Realitza activitats per a promoure la lectura. Formada per: la Sala Eugenio Montejo, la Ludoteca, la Biblioteca Francisco Herrera Luque, l'Espai Álvaro Sotillo, la Sala de Computació, sales d'encontre per a tallers i seminaris, i la Ludoteca Bello Campo. El 2013 s'instal·là un sostre de 124 m2 cobert de vegetació per a la climatització i reducció del consum energètic. Des de 2015 la Ludoteca Bello Campo en depèn, localitzada al Parc Bello Campo. El 2015 participà en la setena edició del Festival de la Lectura.